# Labioporella spatulata
Labioporella spatulata är en mossdjursart som beskrevs av Harmer 1926. Labioporella spatulata ingår i släktet Labioporella och familjen Steginoporellidae. Inga underarter finns listade i Catalogue of Life.